# Lotrinsko-vaudémontská dynastie

Erb lotrinsko-vaudémontské dynastie

Erb Lotrinska v roce 1538

Lotrinsko-vaudémontská dynastie byl rod vládnoucí Lotrinskému vévodství od roku 1509. 

## Historie
Jedná se o potomky lotrinského vévody Antonína. Ten se vlády nad vévodstvím ujal po smrti otce Reného II., který byl synem vévodkyně Jolandy, dědičky Lotrinského a Barského vévodství, a hraběte Fridricha II. z Vaudémontu. Jejich sňatkem se Lotrinské vévodství vrátilo zpět do rukou původního vládnoucího rodu, protože Jolandin dědeček vévoda Karel II. měl pouze dceru Izabelu a ta vévodství přinesla věnem svému manželovi neapolskému králi a vévodovi Renému I. z Anjou. Karlův bratr Bedřich se oženil s Markétou, dědičkou Vaudémontu, a jejich syn Antonín byl otcem Jolandina manžela. Joladna a Bedřich II. měli tedy společného pradědečka a to lotrinského vévodu Jana I.
Posledním lotrinským vévodou z této dynastie byl František III., pozdější císař Svaté říše římské František Štěpán I.

## Genealogie
- Antonín (1489 – 1544) ∞ Renata Bourbonsko-Montpensierská (1494 – 1539), dcera Gilberta z Montpensieru († 1496)

   A František I. (1517 – 1545) ∞ Kristina Dánska (1521 – 1590), dcera dánského krále Kristiána II.
1. Karel III. (1543 – 1608) ∞ Claude z Valois (1547 – 1575), dcera francouzského krále Jindřicha II.
  1. Jindřich II. (1563 - 1624) ∞ Markéta Gonzagová  
    1. Nikola (1608 - 1657) ∞ vévoda Karel IV. Lotrinský
    2. Claude (1612 - 1648) ∞ vévoda Mikuláš II. Lotrinský, bratr Karla IV.

  2. Kristina (1565 - 1637) ∞ toskánský velkovévoda Ferdinand I. Medicejský
  3. Karel (1567 - 1607), štrasburský biskup
  4. Antonie (1568 - 1610) ∞ vévoda Jan Vilém Klévský
  5. František II. ∞ Kristýna ze Salmu
    1. Karel IV. (1604 - 1675), lotrinský vévoda ∞ (I) Nikola, rozvedeno; (II) Beatrix z Cusance
    2. Jindřiška (1605 - 1660) ∞ (I) Ludvík z Gise; (II) kníže Karel z Lixheimu; (III) kníže Josef z Lixheimu
    3. Mikuláš František (1609 - 1670), lotrinský vévoda ∞ Claude Lotrinská
      1. Karel V. (1643 - 1690), lotrinský vévoda ∞ Eleonora Marie Josefa Habsburská
        1. Leopold Josef (1679 - 1729), lotrinský vévoda ∞ Alžběta Charlotta Orleánská
          1. František III. (1708 - 1765) ∞ Marie Terezie » Habsbursko-Lotrinská dynastie
          2. Karel Alexandr (1712 - 1780) ∞ Marie Anna Habsburská

        2. Karel III. Josef (1680 - 1715), olomoucký biskup

    4. Markéta (1615 - 1672) ∞ Gaston Orleánský

  6. Alžběta (1574 - 1636) ∞ kurfiřt Maxmilián I. Bavorský
2. Renata (1544 – 1602) ∞ vévoda Vilém V. Bavorský
3. Dorota (1545 – 1612) ∞ vévoda Erik II. Brunšvicko-Lüneburský

   B Anna (1522 – 1568)

   C Mikuláš z Mercoeuru (1524 – 1577), verdunský a métský biskup, od roku 1576 vévoda z Mercoeuru

    ∞ Markéta z Egmontu (1517 - 1554)
1. Markéta (1550 - ?)
2. Kateřina (1551 - ?)
3. Jindřich (1552 - ?), hrabě ze Chaligny
4. Luisa (1553 – 1601), bourbonská vévodkyně ∞ francouzský král Jindřich III.

    ∞ Jana Savojsko-Nemourská (1532 - 1568)
1. Filip Emanuel (1558 – 1602), vévoda z Mercoeuru a Penthièvre ∞ Marie Lucemburská, vévodkyně z Penthièvre
  1. Františka (1591 – 1669), vévodkyně z Mercoeuru a Penthièvre ∞ vévoda César z Vendôme
2. Karel (1561 - 1587), kardinál, biskup toulský a verdunský
3. Jan (1563 - ?)
4. Markéta (1564 – 1625) ∞ (I) vévoda Anne z Joyeuse; ∞ (II) vévoda František z Piney
5. Claude (1566 - ?)
6. František (1567 - 1596)

    ∞ Kateřina Lotrinská (1550 - 1606)
1. Antonín (1572 - 1587)
2. Jindřich (1570 – 1600), hrabě ze Chaligny a markýz z Moy
  1. Karel (1592 – 1631), hrabě ze Chaligny a verdunský biskup
  2. Jindřich (1596 – 1672), hrabě ze Chaligny
  3. František (1599 – 1672), verdunský biskup
3. Kristýna (1571 - ?)
4. Lujza (1575 - ?)
5. Erik (1576 - 1623), verdunský biskup

   D Jan (1526 – 1532)

   E Antonín (1528 – ?)

   F Alžběta (1530 – ?)